# 恩田元石川線
恩田元石川線（おんだもといしかわせん）は、横浜市の都市計画道路である。
都市計画道路としての名称は横浜3・3・50号恩田元石川線。
本路線の整備によって、横浜市青葉区内の幹線道路ネットワークの強化、および嶮山（神奈川県横浜市青葉区あざみ野3丁目）付近で予定されている地下鉄3号線（横浜市営地下鉄ブルーライン）の新駅などの地域拠点へのアクセス性の向上が見込まれている。

## 概要
以下の区間にて整備が完了している。
- 日本体育大学横浜・健志台キャンパス付近から鴨志田中央交差点先までの700ｍ
- 横浜総合病院（もみの木台）付近から荏子田公園の先までの1,700m

現在、神奈川県道12号横浜上麻生線 横浜市立鉄小学校（鉄町）付近から横浜総合病院（もみの木台）付近までの延長約1,240mにて、令和4年度より事業を進めている。

### 路線データ
- 起点：神奈川県横浜市青葉区すみよし台 コーナンPRO青葉桂台店付近
- 終点：神奈川県横浜市青葉区元石川町 神奈川県道13号日吉元石川線
- 延長：約5,860ｍ
- 幅員：幅員22ｍ、2車線

## 接続・交差する路線
- 環状4号線
- 黒須田第244号線
- 横浜上麻生線
- 日吉元石川線

## 交差する鉄道・河川
- 鶴見川
- 黒須田川
- 横浜市営地下鉄ブルーライン（予定）
- 早渕川

## 沿線構造物
- 三菱ケミカル 横浜研究所
- 横浜美術大学
- 日本体育大学横浜・健志台キャンパス
- 南慶院
- 横浜市立鉄小学校
- 桐蔭学園
- 横浜総合病院
- ヴィクトリアゴルフ東急あざみ野ゴルフガーデン店
- 横浜市立荏子田小学校
- 荏子田公園